# Blood Command
Blood Command – norweski zespół punkrockowy, powstały w Bergen w Norwegii. Został założony w 2008 roku przez Yngve Andersen (gitara, gitara basowa, keyboard). Do współpracy wziął Silje Tombre jako wokalistkę oraz perkusistę Sigurd Haakaas. Zespół był nominowany do nagrody Årets Urørt w 2010 roku oraz do Game Prize Award w 2011 roku za płytę Ghostlocks. Ich singiel Cult of the New Beat pojawiał się w radiu BBC, a magazyn o tematyce muzycznej Rock Sound uznał zespół za Zespół Tygodnia.

## Dyskografia

### Albumy
- Five Inches Of A Car Accident (2009)
- Ghostclocks (2010)
- Hand Us The Alpha Male (2011)
- Funeral Beach (2012)
- Cult Drugs (2017)

### Single
- Cult of the New Beat (2012)
- High Five For Life (2012)
- Here Next to Murderous (2012)
- Cult Drugs (2017)
- Quitters Don't Smoke (2017)